# Кумженский мемориал
Кумженский мемориал (Мемориальный комплекс «Кумженская роща») — мемориальный комплекс в Железнодорожном районе Ростова-на-Дону. Расположен на западе города в Кумженской роще на стрелке Дона и Мёртвого Донца. Сооружён в 1983 году в память о павших бойцах Красной армии, освобождавших Ростов-на-Дону в 1941 по 1943 годах. В состав комплекса входят несколько мемориалов и братская могила. Кумженский мемориал имеет статус объекта культурного наследия регионального значения. Изначально был не мемориальный комплекс, а братская могила из нескольких памятников с именами и фамилиями бойцов, который находился в районе дома 152 по улице Всесоюзная, что находится на Нижней Гниловской, потом из за строительства дороги и железнодорожного моста через реку Дон, в 1983 году произвели перезахоронения останков солдат в указанное выше место.

## Описание
Памятник расположен вдоль главной аллеи. В состав Кумженского мемориала входят пять пилонов, четыре стелы Славы, монумент «Штурм» и памятные плиты, на которых высечены названия боевых частей, участвовавших в боях за Ростов. Пилоны облицованы мрамором серого цвета. Центральным объектом Кумженского мемориала является монумент «Штурм». На гранитном постаменте скульптурная группа идущих в атаку солдат. Над ними возвышается 18-метровая металлическая стрела. Она указывает направление главного удара советских войск. Рядом с монументом находится братская могила погибших бойцов. На гранитных плитах выбиты их имена.
В скульптурной группе изображены реальные лица освободителей города: женщина с пистолетом в руках — Александра Нозадзе, уроженка Абхазии и политрук роты 1151-го стрелкового полка 343-й стрелковой дивизии 56-й армии; рядом с ней — командир роты, карел по национальности, лейтенант Владимир Миловидов, которого после гибели заменила Александра, и командир пулемётной роты, младший лейтенант Алексей Филиппов.

## История
В годы Великой Отечественной войны на территории Нижней Гниловской шли кровопролитные бои, наши солдаты шли со стороны города Батайска, через реку Дон, в месте где и сейчас есть Кумженская роща. Тогда её не было. Много бойцов полегло, потому как немцы занимали высоту, а наши бойцы были у них как на ладони. Ещё до создания комплекса на улице ВСЕСОЮЗНАЯ В РАЙОНЕ ДОМА 152, был ансамбль в виде нескольких памятников с памятными плитами и с именами погибших солдат, а в 1983 из за переноса этого ансамбля, в связи со строительством железнодорожного моста и автомобильной дороги через реку ДОН в память о воинах, погибших в тех боях с 1941 по 1943, и был сооружён новый мемориальный комплекс «Кумженская роща», который был перенесён из за строительства железнодорожного моста и автомобильной дороги через реку Дон. Авторами комплекса были архитектор Р. Мурадян, скульпторы Б. Лапко и Е. Лапко. У мемориала ежегодно проходят траурные мероприятия в память о погибших воинах Советской Армии. На братской могиле предают земле останки, найденные ростовскими поисковыми отрядами.
Изначально в состав мемориального комплекса входил музей. Но в 2000 году в бывшем здании музея открылся ресторан. Журналисты и общественные деятели отмечали, что мемориал нуждается в благоустройстве и ремонте. По словам представителя Региональной общественной организации по сохранению историко-культурного наследия ВООПИиК Николая Судоргина, утрачены некоторые элементы мемориала: «Исчезла декоративная решётка „Стены славы“, демонтирована военная символика на гранитном камне у братской могилы, плита в виде открытой книги на наклонном мемориальном пилоне». Отмечалось значительное количество мусора на территории мемориала. В апреле 2012 года общественными организациями Ростова проводилась уборка территории мемориального комплекса, в ходе которой было собрано более 100 мешков мусора. В то же время один из авторов комплекса архитектор Рубен Мурадян говорил: «Мемориал сегодня живёт полной жизнью, он актуален — я это вижу. Благодаря нашим поисковикам в последние годы происходят подхоронения героев войны в братскую могилу. Появляются новые мемориальные доски с именами героев».
В 2015 году к семидесятилетию победы в Великой Отечественной войне, мемориальный комплекс был реставрирован и благоустроен. Выполнена подсветка главной стелы комплекса, освещение аллей, сделано видеонаблюдение, озеленение.

Монумент «Штурм»
Стелы Славы
Стела перед въездом
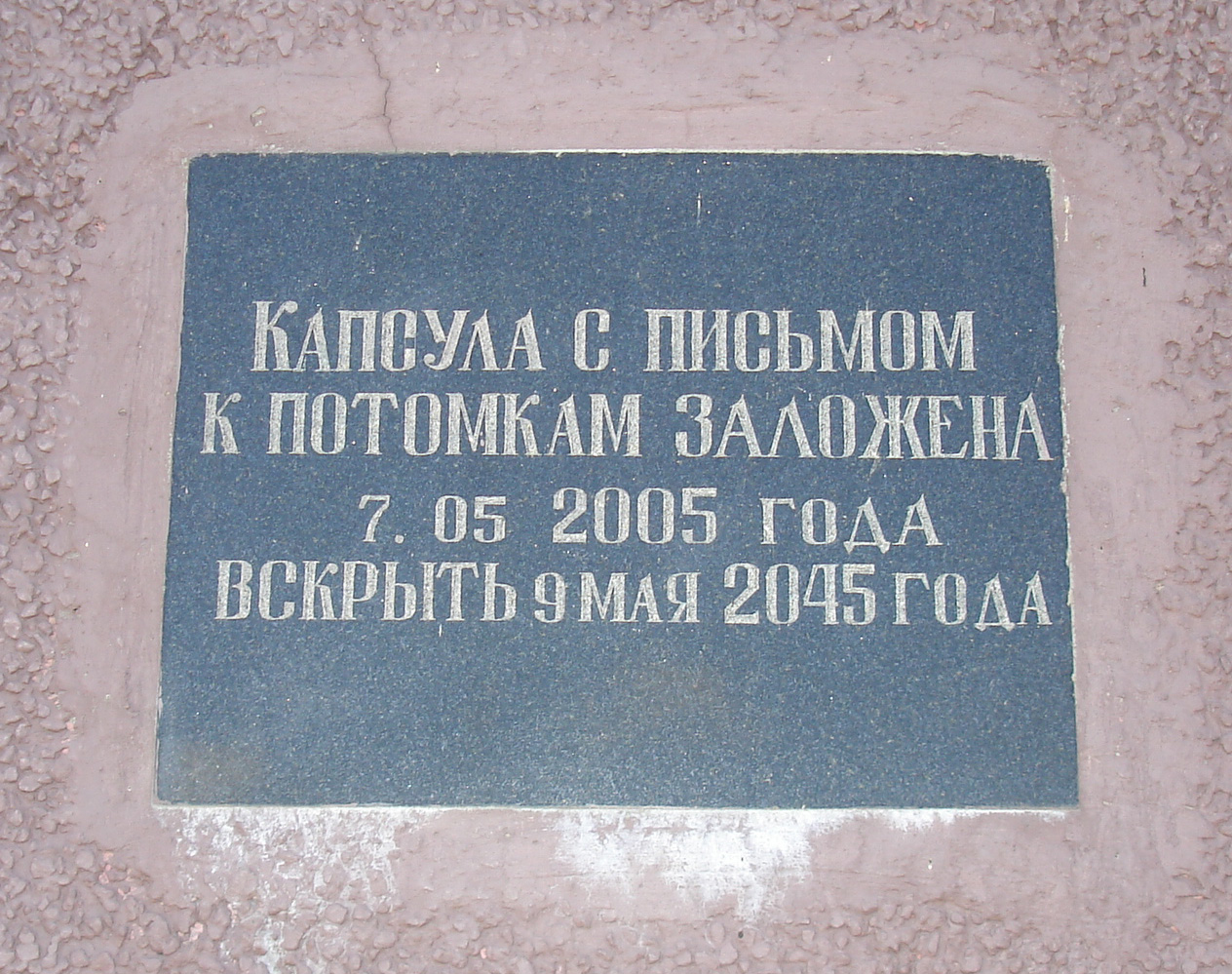
Мемориальная доска